# Стежерово
Стежеро̀во е село в Северна България, община Левски, област Плевен.

## География
Село Стежерово се намира в средната част на Дунавската хълмиста равнина, на около 15 km северно от общинския център град Левски, около 42 km североизточно от областния център град Плевен и 20 km югозападно от град Свищов. Положението спрямо него на съседните села и приблизителните разстояния до тях са:
- Божурлук – 4 – 5 km на североизток;
- Драгомирово – 8 km на изток;
- Морава – 7 km на югоизток,
- Деляновци – 7 km на юг;
- Българене – 8 – 9 km на юг-югозапад;
- Изгрев – 9 km на югозапад;
- Петокладенци – 3 km на северозапад и
- Татари – 6 km на север.

Цялото землище на Стежерово, заедно с работната земя и пасищата, се простира на юг от възвишенията при река Осъм – като в една половинкилометрова отсечка граничи непосредствено с реката, на север до землищата на Петокладенци и Божурлук.
През селото протича от югозапад на североизток малка местна река, ляв приток на река Барата. В същата посока е и общият наклон на селищната територия.
През Стежерово минава третокласният републикански път 3002 – в границите му негова главна улица, който свързва селото на север през Божурлук и Ореш със Свищов, а на юг – с Българене и минаващия през него в направление запад – изток първокласен републикански път 3 – част от Европейски път Е83. В центъра на селото от третокласния път се отклонява на запад общинският път за село Петокладенци. Надморската височина на това кръстовище срещу сградата на кметството е около 114 m и нараства на запад и изток до около 160 m.
В близост до Стежерово е т.нар. Кючек баир, други местности край селото са „Изворите“, „Пиперкова чешма“, „Димовите кладенци“, „Целините“, могилата „Св. Троица“, а самото село се разделя на три махали: „Припека“, „Черковна“ и „Коджабашка“ (или „Върбановска“) махала.
В землището на селото, в местностите „Плуговете“, „Залъмската могила“, „Храстето“, „Кьочека“, „Св. Троица“, са открити няколко могили, за които се предполага, че са останали от римско време и са служили за военни наблюдателни постове и за пътни показвания. В някои от тях са правени странични малки разкопки, но следи от гробници или други исторически останки не са намерени. Една от по-високите от тях, наречена Садовска могила, допреди Освобождението е имала височина повече от 2 метра и по време на войната през 1877 – 1878 г. е използвана от руснаците за наблюдателен пункт над околността и по направление към Плевен и Никопол.

## История
Липсват точни сведения за произхода на името на селото. Запазени са сведения за различни названия: Стижаров, Стрижаров, Стражаров, Стижар. Феликс Каниц го назовава Истижар. След Освобождението, при образуването на общините през 1878 г. селото е означено като Стижаров.
Според тълкувание на Найден Геров, името на селото е свързано с думата стежер – едно от названията на дървото дъб. Има сведения за няколко такива групи дъбови дървета в гористото землище на селото, някои от които отсечени още през 1898 г., а други – след комасацията през 1941 г. и обезлесяването и превръщането на земите в ниви.
Според старо селско предание, на средния баир в селото („Черковна“ махала) имало стежери. Един от тях бил толкова голям, че под сянката му пладнували овчарите със стадата си.
През 1858 г. в Стежерово, в землянка, наричана Стаменовия бордей, е открито първото училище. През 1899 г. се замисля построяването на нова училищна сграда. На 23 септември 1924 г. започва строителството на ново здание. Строежът е завършен през 1926 г. През 1961 г. училището е наградено с ордена „Св. св. Кирил и Методий“ I степен. От 1970 до 1977 г. сградата на училището „Св. Климент Охридски“ е основно обновена.
През 1939 г. по инициатива на ръководената от комунистически активисти Плевенска земеделска камара 23 жители на селото основават земеделска кооперация по модела на съветските колхози.
На 18 август 1946 г. е учредено Трудово кооперативно земеделско стопанство (ТКЗС) „Заря на комунизма“ – село Стежерово. Във връзка с него в Държавен архив – Плевен има архивен фонд за периодите 1948 – 1970 г. и 1987 – 1995 г. Пак там (фонд 774) ТКЗС е споменато – поради промяна на наименованието на фондообразувателя, и като ТКЗС „Република“ – с. Стежерово, Плевенско (1950 – 1958).

## Население
Населението на село Стежерово, наброявало към 1934 г. 3063 души, нараства към 1946 г. на 3247, след което неизменно намалява до 400 към 2018 г.
До 1946 г. в селото има само 8 ромски семейства. Към края на 2008 г. броят на ромското население е около 100 души.
През 1943 г. населението в Стежерово е 3276 души, от които 1758 са мъже и 1518 жени. Грамотни от мъжете са 1370, от жените 1080, неграмотни 824 души.

## Обществени институции
Село Стежерово към 2019 г. е център на кметство Стежерово.
В Стежерово има:
- действащо към 2019 г. читалище „Съгласие 1895“;[11][12]
- православна църква „Свети Димитър“, към 2019 г. действаща само на големи религиозни празници;[13]
- пощенска станция.[14]

## Личности
- Хаджи Стоян Николов
- Полковник Алекса Генков Дюдюков
- Борислав Петров – първи директор на БНТ.
- Илия Булев – поет и писател.